# Robby Benson
Robin David Segal (sinh ngày 21 tháng 1 năm 1956; nghệ danh là Robby Benson) là một nam diễn viên, đạo diễn, nhà sản xuất, nhạc sĩ, ca sĩ và nhà giáo người Mỹ. Anh nổi tiếng nhờ lồng tiếng nhân vật Quái thú trong phim điện ảnh hoạt hình Người đẹp và quái vật năm 1991 của Disney cũng như các phần tiếp nối và ăn theo của phim. Anh đồng thời còn đạo diễn một vài tập phim của loạt phim sitcom Những người bạn.

## Danh sách phim

### Điện ảnh
| Năm  | Tựa đề                                                      | Vai diễn                       | Ghi chú |
| ---- | ----------------------------------------------------------- | ------------------------------ | --- |
| 1967 | Wait Until Dark                                             | Boy tossing ball               | Không ghi chú |
| 1973 | Jory                                                        | Jory Walden                    | |
| 1973 | Jeremy                                                      | Jeremy Jones                   | Đề cử — Golden Globe Award for Most Promising Newcomer – Male |
| 1975 | Lucky Lady                                                  | Billy                          | |
| 1976 | Ode to Billy Joe                                            | Billy Joe McAllister           | |
| 1977 | One on One                                                  | Henry Steele                   | |
| 1978 | The End                                                     | Father Dave Benson             | |
| 1978 | Ice Castles                                                 | Nick Peterson                  | |
| 1979 | Walk Proud                                                  | Emilio Mendez                  | Stinker Award for Worst Fake Accent: Male Stinker Award for Worst Actor                                                                                                   |
| 1980 | Die Laughing                                                | Pinsky                         | Stinker Award for Most Annoying Fake Accent: Male Đề cử — Stinker Award for Worst Actor Đề cử — Stinker Award for Worst Song or Song Performance in a Film or End Credits |
| 1980 | Tribute                                                     | Jud Templeton                  | Đề cử — Giải Stinke cho nam diễn viên phụ tồi nhất |
| 1981 | The Chosen                                                  | Danny Saunders                 | |
| 1982 | Movie Madness                                               | Brent Falcone                  | |
| 1983 | Running Brave                                               | Billy Mills                    | |
| 1984 | Harry & Son                                                 | Howard Keach                   | Đề cử — Giải Mâm xôi vàng cho nam diễn viên phụ tồi nhất |
| 1985 | City Limits                                                 | Carver                         | |
| 1987 | Rent-a-Cop                                                  | Pitts                          | |
| 1989 | White Hot                                                   | Scott                          | |
| 1990 | Modern Love                                                 | Greg                           | Kiêm biên kịch, đạo diễn và nhà sản xuất |
| 1991 | Người đẹp và quái vật                                       | Quái thú/Hoàng tử (lồng tiếng) | Đề cử — Giải Grammy cho Album của năm |
| 1992 | Invasion of Privacy                                         | Alex Pruitt                    | |
| 1993 | Deadly Exposure                                             | Max Pierce                     | |
| 1997 | Beauty and the Beast: The Enchanted Christmas               | Quái thú/Hoàng tử (lồng tiếng) | Direct-to-video |
| 1998 | Belle's Magical World                                       | Quái thú/Hoàng tử (lồng tiếng) | Direct-to-video |
| 1999 | Belle's Tales of Friendship                                 | Quái thú/Hoàng tử (lồng tiếng) | Direct-to-video |
| 2000 | Dragonheart: A New Beginning                                | Drake (voice)                  | |
| 2000 | The Life & Adventures of Santa Claus                        | Santa Claus trẻ (lồng tiếng)   | |
| 2001 | Mickey's Magical Christmas: Snowed in at the House of Mouse | Quái thú/Hoàng tử (lồng tiếng) | Direct-to-video |
| 2002 | Just a Dream                                                | Dr. Sturbuck                   | |
| 2004 | MXP: Most Xtreme Primate                                    | Edward                         | |
| 2011 | Brave New World                                             | Damon Heller                   | |
| 2018 | Apple Seed                                                  | Sirom                          | |